# Гірсівська сільська громада
Гірсівська сільська об'єднана територіальна громада — колишня об'єднана територіальна громада в Україні, у Мелітопольському районі Запорізької області, з адміністративним центром — село Гірсівка.
Площа громади —  км², населення —  мешканців (2020).

## Історія
Громада утворена 11 липня 2016 року шляхом об'єднання Гірсівської, Дунаївської та Надеждинської сільських рад Приазовського району.
У 2020 році Гірсівська свльська громада ліквідована та увійшла до складу Олександрівською сільської громади Мелітопольського району.

## Населені пункти
До складу громади входять 5 сіл:
| Населені пункти | Населення, осіб (2001) |
| --------------- | ---------------------- |
| Вікторівка      | 69                     |
| Волна           | 87                     |
| Гірсівка        | 1313                   |
| Дунаївка        | 624                    |
| Надеждине       | 494                    |